# Fulbright-Kommission
Die amerikanische Fulbright-Kommission ist eine nach Gesetz vom 1. August 1946 gebildete Organisation, die Stipendien für einen Studien-, Forschungs- oder Lehraufenthalt im Rahmen des Fulbright-Programms außerhalb der Vereinigten Staaten an US-Bürger sowie Staatsangehörige der Vertragsparteien in den USA vergibt.
Das Programm geht auf die Initiative des US-Senators James William Fulbright zurück, der vor dem Zweiten Weltkrieg mit einem Rhodes-Stipendium in Großbritannien studiert hatte. Er wollte damit unmittelbar nach dem Zweiten Weltkrieg das gegenseitige Verständnis zwischen den USA und anderen Staaten durch akademischen und kulturellen Austausch fördern. Die erste Finanzierung erfolgte durch einen Teil des Erlöses aus dem Verkauf von überschüssigen und nicht in die USA zurückgeführten Kriegsgütern, die somit einem friedlichen Zweck dienten. Der erste Austausch begann mit verbündeten Staaten wie China im akademischen Jahr 1948/49. 1961 wurde das Programm durch den Fulbright-Hays-Act auf eine neue finanzielle Basis gestellt. Die Förder-Richtlinien werden vom J. William Fulbright Foreign Scholarship Board erstellt, dessen Mitglieder direkt vom US-Präsidenten ernannt werden. Die Richtlinien der jeweiligen nationalen Programme werden von paritätisch binational besetzten Kommissionen, die von den beiden Regierungen ernannt werden, beschlossen. Die Ehrenvorsitzenden sind die jeweiligen Außenminister und US-Botschafter.
Die Kommission mit Sitz in Berlin (zuerst Bonn) fördert als deutsche Sektion den Austausch deutscher und amerikanischer Studenten, Lehrer und Professoren. An deutsche Bewerber werden derzeit etwa je 55 Stipendien an Studierende der Universitäten und Fachhochschulen pro Jahr vergeben. Seit seiner Gründung am 18. Juli 1952 hat das Programm mehr als 40.000 Personen gefördert und hatte in der Nachkriegszeit das größte Austauschvolumen. Prominente Stipendiaten waren unter anderem der Nobelpreisträger für Medizin Erwin Neher, der Tagesthemenmoderator Ulrich Wickert, der ehemalige Bundestagsabgeordnete Peter Conradi. Finanziert wird das deutsch-amerikanische Fulbright-Programm aus Mitteln des Auswärtigen Amtes und des US-Außenministeriums (Department of State). Zusätzliche Unterstützung leisten das Bundesministerium für Bildung und Forschung und der Verein Association of Friends & Sponsors of the German-American Fulbright Program.
Die österreichische Fulbright-Kommission (oder auch Austrian-American Educational Commission) wurde am 6. Juli 1950 gegründet. Sie hat ihren Sitz in Wien. Erstes Austauschjahr war das akademische Jahr 1951/52. Seither wurden über 5000 Personen gefördert. Das österreichische Programm ist bilateral finanziert. Das Schweizer Programm wird von Unternehmen aus den USA und der Schweiz finanziert und über die US-Botschaft abgewickelt.
Mitglieder der österreichischen Fulbright-Kommission waren unter anderem Anton Pelinka und Reinhard C. Heinisch.
Zurzeit ist das pakistanische Programm mit etwa 100 Master-Studierenden und 50 Doktoranden das größte Austauschprogramm der Fulbright-Kommission.